# Den
Den (alternativt Dewen, mer korrekt Hor-Den) var en farao i Egyptens första dynasti. Han var den första faraonen som använde titeln Kung av de två länderna och var även först att bära dubbelkronan. Under hans långa styre upplevde landet en tid av fred och välstånd då många nyheter infördes.
Radiometriska mätningar publicerade 2013 daterar början på Dens regeringstid med 68 % sannolikhetsintervall mellan 2928 och 2911 f.Kr.

## Familj
Den var son till drottning Merneith. och farao Wadj. Den moderna forskningen grundar det dock endast på att han var dennes efterföljare. Hans hustrur var Seshemetka, Semat, Nakhtneith och möjligtvis Kaneith. Adjib och möjligen även Semerkhet var hans barn.

## Namn och identitet
Manetho kallar Den för Usaphaidos och även Kenkenes. Namnet Usaphaidos är helt enkelt en översättning av regentnamnet nesut-biti som han införde. Namnet Kenkenes kan vara en omskrivning av Chasti.

## Regeringstid
Den var den första faraonen som använde regentnamnet nesut-biti (Kung av Övre och Nedre Egypten). Trots att kungariket hade varit enat sedan Narmers tid representerar denna nya titel en utveckling som etablerade ideologin om en gudomlig kung. Dessutom innehöll hans grav en avbildning där han som förste farao är iklädd dubbelkronan. Dessutom var det under Dens styre som den första egyptiska årskrönikan med kortfattade beskrivningar av vad som inträffade för varje regeringsår gjordes.
Under de första åren var han för ung för att regera och hans mor regerade tills han blev gammal nog.
Enligt Palermostenen regerade han åtminstone 32 hela eller ofullständiga år men kanske ända upp till 50 år. Han upplevde åtminstone två Sed-festivaler vilket pekar på minst 33-34 år. Följaktligen så är hans styre det bäst kända från perioden och aktiviteter finns bevarade på Palermostenen och dess fragment:
- Oxfordfragmentet[11] (åren 4-7)
- Kairofragmenten K5 och C5 (åren 18-22)[12]
- de andra stora fragmenten (åren 28-41)[13]

| År    | Händelser                                                                |
| ----- | ------------------------------------------------------------------------ |
| 1–3   | Uppgifter saknas                                                         |
| 4     | Guldet räknas för första gången                                          |
| 5     | Horus eskort festival, andra räkningen                                   |
| 6     | .. Rechit                                                                |
| 7     | Horus eskort festival, tredje räkningen                                  |
| 9-17  | Uppgifter saknas                                                         |
| 18    | Besökte guden Wer-Wadjet... (resten saknas)                              |
| 19    | Förstörelse av Setiet                                                    |
| 20    | Grundandet av Imiut; resning av Senti-pelaren                            |
| 21    | Förstörelse av Tesem                                                     |
| 22    | Besök i Semer-Netjeru residenset; firandet av första Sed-festivalen.     |
| 23–27 | Uppgifter saknas                                                         |
| 28    | Besök i Ptah-templet... (resten saknas)                                  |
| 29    | Förstörelse av Iuntiu                                                    |
| 30    | Utropande av kungen av Övre och Nedre Egypten, firande av Sed festivalen |
| 31    | Organisation av jordbruk i nordvästra deltat, kanaler i Rechit.          |
| 32    | Firandet av den andra Djet-Festivalen.                                   |
| 33    | Invigning för fästningen Isut-Netjeru (gudarnas boning)                  |
| 34    | Invigning av palatset i Isut-Netjeru av gudinnan Seshats präst           |
| 35    | Invigning av dammen för Isut-Netjeru; kunglig flodhästsjakt              |
| 36    | Residens i Nekhen och på guden Herischefs sjö.                           |
| 37    | Åkte till Sah-setni (?), förstörelse av staden Wer-Ka                    |
| 38    | Tillverkning av en staty för guden Sed                                   |
| 39    | Utropande av kungen av Nedre Egypten, första Apis-loppet(?)              |
| 40    | Tillverkning av en statyer för gudinnorna Sechat och Mafdet              |
| 41    | Utropande av Övre och ... (resten saknas)                                |

Från Dens tid finns namnen på ett antal höga tjänstemän som kan dokumenteras arkeologiskt, i synnerhet Sipka, Ankhka, Hemaka, Amka, Nebitka och Kasa.

## Grav

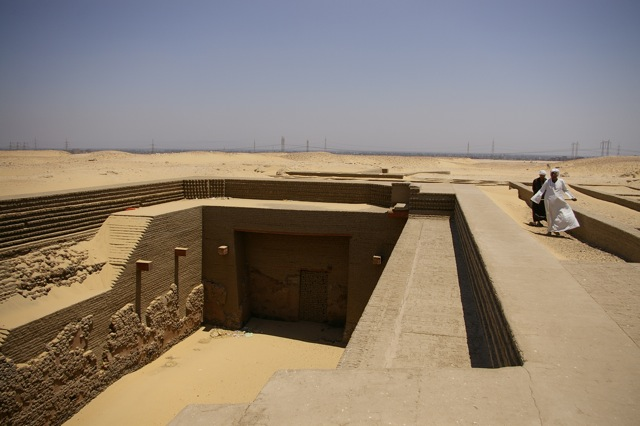
Den rekonstruerade ingången till Dens grav i Abydos.

Den begraves i grav T vid nekropolen Peqer nära Abydos, som användes under första dynastin. Grav T är bland de största och bäst byggda gravarna i närheten och är den första som har en trappa och ett golv av röd och svart granit från Assuan. Graven är också den första graven tillverkad av sten och inte lertegel.
Graven är omringad av 136 mindre gravar tillhörande män och kvinnor. som begraves samtidigt med kungen. De var troligen kungens vasaller som blev strypta innan de begravdes, vilket visar att människooffer var vanligt vid tiden, men verkar ha avslutats mot slutet av dynastin för att ersättas av shabti (figuriner) som tog deras plats efter döden.